# Аксаков, Николай Петрович
Никола́й Петро́вич Акса́ков (17 [29] июня 1848, Тульская губерния — 5 [18] апреля 1909, Санкт-Петербург) — русский богослов, философ, историк и исследователь церковного права, поэт и публицист, литературный критик. Славянофил. Брат А. П. Аксакова.

## Биография
Родился в селе Юдинки Тульской губернии в потомственной дворянской семье Аксаковых. Отец — Петр Николаевич Аксаков (03.02.1820—30.10.1880); определением Тульского дворянского депутатского собрания от 16.02.1825 г. вместе со своими отцом и матерью, а также братом Николаем был внесён в IV часть дворянской родословной книги Тульской губернии, но указом Герольдии № 19016 от 18.10.1845 г. перенесён в VI часть. Мать Надежда Александровна Ульянина (?—1906) — дочь подпоручика, лукояновского уездного предводителя дворянства Александра Васильевича Ульянина (1781, Нижний Новгород — 1856, Москва) и его жены Екатерины Фёдоровны, урождённой де Бособр (?—1862). А. В. Ульянин подарил дочери сельцо Петрово Серпуховского уезда Московской губернии, в котором по 8-й ревизии (1833 год) числилось 83 души крестьян мужского пола и дворовых людей и 410 десятин земли. Определением Московского депутатского дворянского собрания от 20.12.1855 г. П. Н. Аксаков был вместе с женой был внесён в VI часть дворянской родословной книги Московской губернии; определение утверждено указом Правительствующего Сената по Департаменту Герольдии № 3154 от 17.05.1856.
Получил домашнее образование, затем учился в университетах Германии, Швейцарии и Франции. В 1868 году, получив в Гиссенском университете степень доктора философии за диссертацию на немецком языке «Идея Божества», вернулся в Россию. До 1895 года жил в Москве и состоял председателем уездной земской управы в Тульской губернии. Служил в Государственном контроле, возглавлявшемся Т. И. Филипповым; в 1894 году был командирован в Департамент железнодорожной отчётности, в связи с чем переехал в Санкт-Петербург. После оставления службы в Госконтроле он в 1904 году был назначен председателем Комиссии по ревизии городской думской отчётности, которая не приступила к работе из-за революционных «беспорядков».
Умер в Санкт-Петербурге 5 (18) апреля 1909 года от воспаления лёгких. На момент смерти числился чиновником особых поручений V класса (статский советник). Похоронен на Смоленском православном кладбище в Санкт-Петербурге.

## Творчество
Вскоре после получения степени доктора философии, в 1869 году, он прочитал публичные лекции на тему: «Вопрос о духе, его история и современное состояние»
В 1870 году был опубликован отклик Аксакова на работу Г. Е. Струве «Самостоятельное начало душевных явлений»: «Подспудный материализм: По поводу диссертации-брошюры г-на Струве». С 26 февраля 1870 года — действительный член «Общества любителей Российской словесности»; в 1878—1880 годах — секретарь Общества.
Статьи Н. П. Аксакова печатались в «Беседе», «Русской мысли» и других периодических изданиях.
Аксаков защищал разделял славянофильскую идею об особом пути России, историю которой мыслил в единении со всеми славянами, объединенными в одно государство.
В своих религиозно-философских сочинениях Н. П. Аксаков рассматривал проблемы сущности христианства (в частности, православия) и взаимоотношение церкви с обществом, государством, личностью. Говоря о взаимоотношениях Церкви с мирянами, он считал, что последние не только усваивают суждения и решения своих церковных пастырей, но искренностью веры своей вносят от себя «нечто к совершенству или несовершенству проповедуемого». Аксаков считал, что церковь не союз учащих и учащихся, а союз, зиждущийся на вере, действующий любовью. Церковь живет практикой, взаимодействием её членов — живых и умерших. Он был убеждён, что в Православной церкви не должно быть слепого чинопочитания, подавления нижестоящего вышестоящим по чину:

В Церкви интересы истины и радения о нуждах церковных ставились всегда выше интересов охраны дисциплины церковной и иерархического начала… По отношению к истине не было подразделений на старших и младших.
В 1890-х годах опубликовал повести «Дети-крестоносцы» (М., 1894) и «Замок Зора» (СПб., 1892), стихотворения лирического и гражданского характера, большое число литературно-критических статей и ряд исторических поэм.
В 1894 году вышло его исследование «Духа не угашайте!» о роли в Церкви «народа церковного»; затем появился его труд церковно-исторического характера «Клир и народ» (1897).
В историю русской общественной и церковной жизни Н. П. Аксаков вошёл как убеждённый сторонник церковных реформ. В 1906 году Аксаков стал членом образованного при Святейшем Синоде Особого присутствия для подготовки Церковного Собора, который должен был рассмотреть вопрос о преобразованиях в церкви. В 1906-1907 годах он выступал в «Церковном вестнике» и «Церковном голосе» со статьями о возможных преобразованиях в Церкви: «К церковному Собору», «Канон и свобода», «Патриаршество и каноны», «Об избрании епископов в древней христианской Церкви», «Что говорят каноны о составе Собора», «Возможны ли в Церкви решающие и совещательные голоса», «Основы церковного суда».
Последние годы его жизни были отмечены особой общественной и творческой активностью. Известность приобрёл его ответ на книгу Н. А. Морозова о происхождении Апокалипсиса — брошюра «Беспредельность невежества и Апокалипсис» (1908), в которой он выступил против «революционной» трактовки и поверхностной критики Апокалипсиса.